# Skopine
Skopine (en russe : Скопин) est une ville de l'oblast de Riazan, en Russie, et le centre administratif du raïon de Skopine. Sa population s'élevait à 28 862 habitants en 2013.

## Géographie
Skopine est arrosée par la rivière Viorda, dans le bassin de l'Oka, et se trouve à 89 km au sud de Riazan et à 249 km au sud-est de Moscou.

## Histoire
Skopine est considérée comme l'une des plus anciennes villes de l'oblast de Riazan. Un village appelé Likharevskoïe Gorodichtche, près de l'actuelle Skopine, fut fondé au XIIe siècle, et fortifié avec des douves et des remparts pour se protéger des Polovtsiens. Le tsar y fit plus tard bâtir une forteresse en bois, sur le site actuel de Skopine, qui allait devenir un élément du système de défense au sud-est de la Moscovie. Il fut appelé Skopinskaïa Sloboda à partir de la fin du XVIIe siècle. En 1778, la ville fut rebaptisée Skopine. Au XVIIIe siècle, elle perdit de son importance militaire. Dans la deuxième moitié du XIXe siècle, commença l'extraction de lignite dans les environs de Skopine, une activité qui se poursuivit jusqu'en 1989. La ville acquit une certaine renommée pour son artisanat de céramique grâce à la découverte de dépôts argileux dans la région.
Skopine est la ville natale du compositeur Anatoli Novikov.

## Population
La situation démographique de Skopine s'est fortement dégradée au cours des années 1990. En 2001, le solde naturel accusait un inquiétant déficit de 11,2 pour mille, avec un faible taux de natalité de 7,0 pour mille, et un fort taux de mortalité de 18,2 pour mille.
Recensements (*) ou estimations de la population
| 1856   | 1897*  | 1926*  | 1939*  | 1959*  | 1970*  |
| ------ | ------ | ------ | ------ | ------ | ------ |
| 11 200 | 13 247 | 10 114 | 13 250 | 17 957 | 24 429 |

| 1979*  | 1989*  | 2002*  | 2010*  | 2012   | 2013   |
| ------ | ------ | ------ | ------ | ------ | ------ |
| 26 608 | 28 912 | 25 092 | 30 376 | 29 582 | 28 862 |

## Jumelages
- Stoline (Biélorussie) depuis 2014